# Stemma della Nuova Zelanda
Lo stemma della Nuova Zelanda (in inglese Coat of Arms of New Zealand, in maori Te Tohu Pakanga o Aotearoa) è lo stemma ufficiale della Nuova Zelanda. Il primo stemma fu ufficializzato da Re Giorgio V il 26 agosto 1911, e l'attuale è stato istituito dalla Regina Elisabetta II nel 1956.

## Descrizione
È uno scudo inquartato: nel primo quarto appare rappresentata la costellazione della Croce del Sud, nel secondo un vello d'oro, nel terzo un fascio di grano e nel quarto due martelli incrociati. Attraversante sull'inquartato appare un palo d'argento, caricato di tre navi di colore nero. Lo scudo è sorretto da una donna bianca vestita con una tunica bianca, che porta la bandiera della Nuova Zelanda, che rappresenta la popolazione che discende da migranti europei, principalmente britannici, e un guerriero maori armato di lancia, che rappresenta la popolazione autoctona. Ai piedi dello scudo si trova un nastro con scritto NEW ZEALAND (Nuova Zelanda).